# Groep Krol/van Kooten-Arissen
|           |  |                                |
| Henk Krol |  | Femke Merel van Kooten-Arissen |

De Groep Krol/van Kooten-Arissen (Groep Krol/vKA) was een politieke groep in de Nederlandse Tweede Kamer der Staten-Generaal.

## Ontstaan
De groep ontstond op 6 mei 2020, toen Henk Krol zijn voorzitterschap van de 50PLUS-fractie in de Tweede Kamer beeindigde. Krol ging na zijn vertrek bij 50PLUS een samenwerking aan met het tot dan onafhankelijk Tweede Kamerlid Femke Merel van Kooten-Arissen. Deze had zich enkele maanden eerder afgesplitst van de Partij voor de Dieren en was vervolgens lid geworden van 50PLUS.

## Partij voor de Toekomst
De groep sprak de ambitie uit om deel te nemen aan de eerstvolgende Tweede Kamerverkiezingen. Vooruitlopend daarop introduceerden Krol en Van Kooten-Arissen al bij de aankondiging van hun nieuwe partij - die 'Partij voor de Toekomst' ging heten - enkele basisbeginselen waarin gepleit werd voor "een respectvolle omgang tussen mensen en tussen mens en natuur", een sterke stimulerende overheid en tegen "onuitlegbare inkomensverschillen".
Door de breuk in de Groep Krol/van Kooten-Arissen c.q. Partij voor de Toekomst ontstonden binnen de Tweede Kamer twee eenpersoonsfracties,lid Krol en lid Van Kooten-Arissen.